# Rino (torrente - Ardesio)
Il Rino è un torrente della provincia di Bergamo. Nasce dalla cima di Timogno, nelle Alpi Orobie e confluisce dopo 7 km da sinistra nel Serio ad Ardesio, in Val Seriana. Il torrente scorre interamente nel comune di Ardesio, bagnando le frazioni Ave, Valle e Piazzolo.